# О рабстве воли

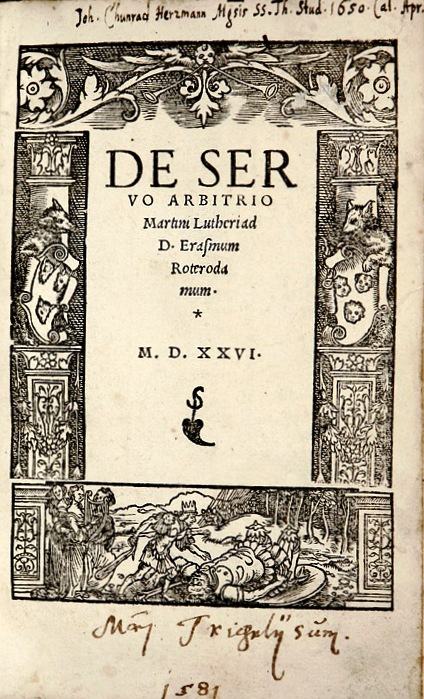

О рабстве воли (лат. De Servo Arbitrio) — книга Мартина Лютера, написанная в ответ Эразму Роттердамскому. Написана в декабре 1525 года. Основная идея книги — критика свободы воли. Лютер обращается за примерами к древним авторам, сочинения которых говорят, что люди ведомы предопределением. Впрочем, он оставляет свободу для решения мирских дел. Лютер прибегает к авторитетам Августина и Уиклифа.

## Цитаты
- Мы все совершаем по необходимости, а не по свободной воле, потому что сила свободной воли — это ничто, она ничего не может, если нет Божьей благодати, она не способна ни на какое добро (Ч.3)